# München Klinik Thalkirchner Straße
Die München Klinik Thalkirchner Straße (ehemals Klinikum Thalkirchner Straße) ist eine Fachkrankenhaus für Hautkrankheiten und Allergologie der München Klinik gGmbH im Münchener Stadtteil Isarvorstadt und Partnerklinik der Ludwig-Maximilians-Universität München.
Das von 1926 bis 1928 von Richard Schachner und Hans Grässel erbaute Gebäude hat eine Fassade mit Risaliten, Erkern und Gurtgesimsen. Wegen des schmalen Grundstücks wurde es als erstes Krankenhaus in Deutschland als Hochhausscheibe mit sieben Vollgeschossen und einem Halbgeschoss errichtet und wurde so zum Vorbild für die weitere Krankenhausarchitektur. Zusammen mit der Frauenklinik an der Maistraße und dem Pathologischen Institut stammt die Dermatologische Klinik aus einer Phase der Erweiterung des Klinikviertels nach Süden auf der 1909 freigewordene Fläche des ersten Gaswerks in München. Das Krankenhausgebäude steht unter Denkmalschutz.
Im Krankenhausgebäude an der Thalkirchner Straße befinden sich derzeit zwei dermatologische Fachkliniken. Die Klinik I ist, was die stationäre Behandlung angeht, ein städtisches Krankenhaus (ehemals Klinik für Haut- und Geschlechtskrankheiten), und verfügt über eine von der Ludwig-Maximilians-Universität München betriebene Ambulanz, die als Klinik und Poliklinik für Dermatologie und Allergologie bezeichnet wird. Im Zuge der Restrukturierung der München Klinik Schwabing wurde 2015 die in Schwabing ansässige dermatologische Klinik in die Thalkirchner Straße verlegt und bildet die Klinik II. Sie ist sowohl mit stationärer als auch mit ambulanter Patientenversorgung ein Teil der städtischen München Klinik. Ab 2022 ist geplant, die Krankenversorgung in der Thalkirchner Straße einzustellen, beide Kliniken nach Schwabing zu verlegen und zu vereinen.
Gegenüber an der Thalkirchner Straße liegt der Alte Südfriedhof.

## Zahlen, Daten, Fakten
(Stand: 2015)
- 160 Betten und 40 Tagklinikplätze
- 4 Stationen
- 1 Tagesklinik
- 4 OP-Säle
- 150 Vollzeitkräfte

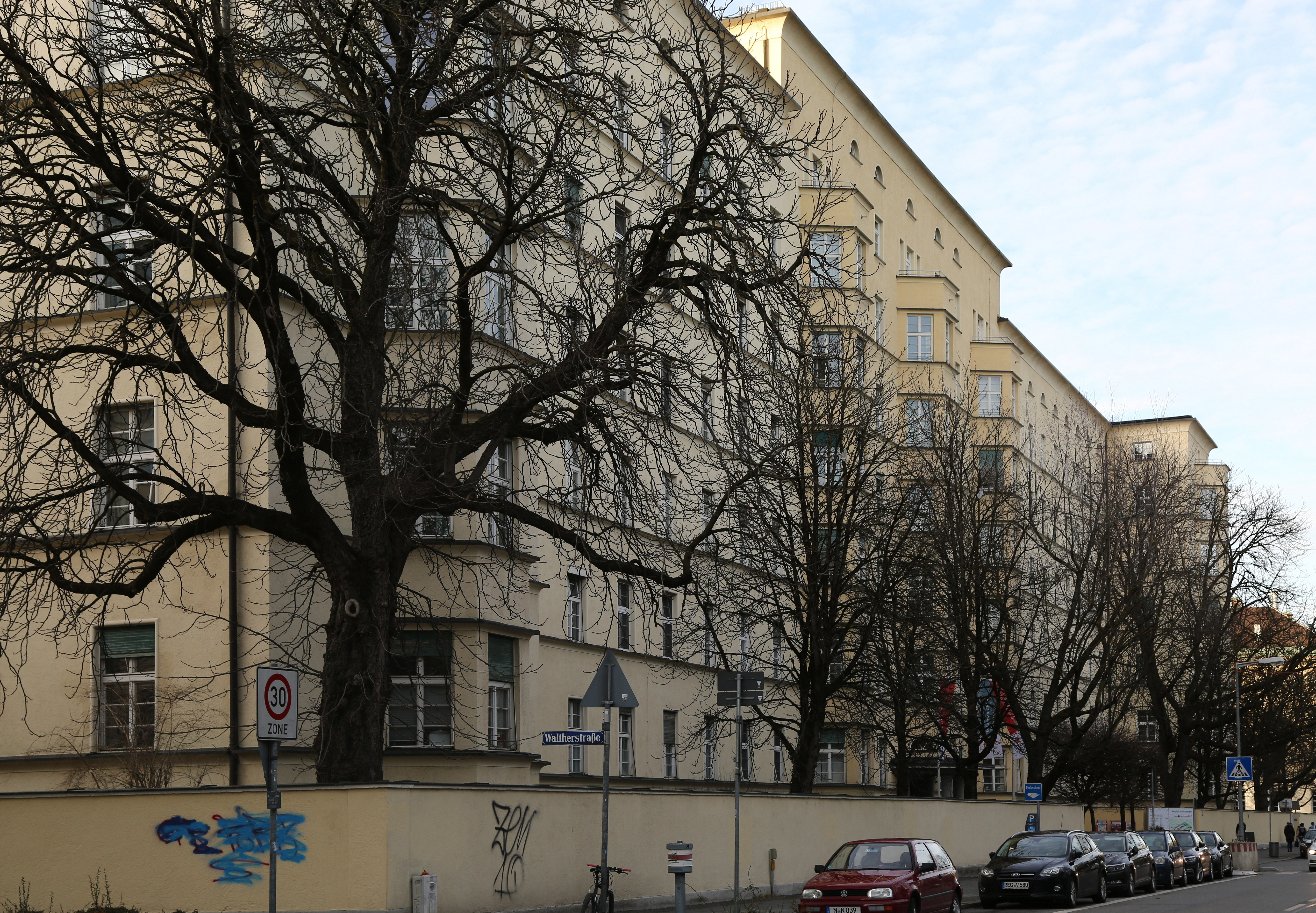
Ansicht Thalkirchner Straße

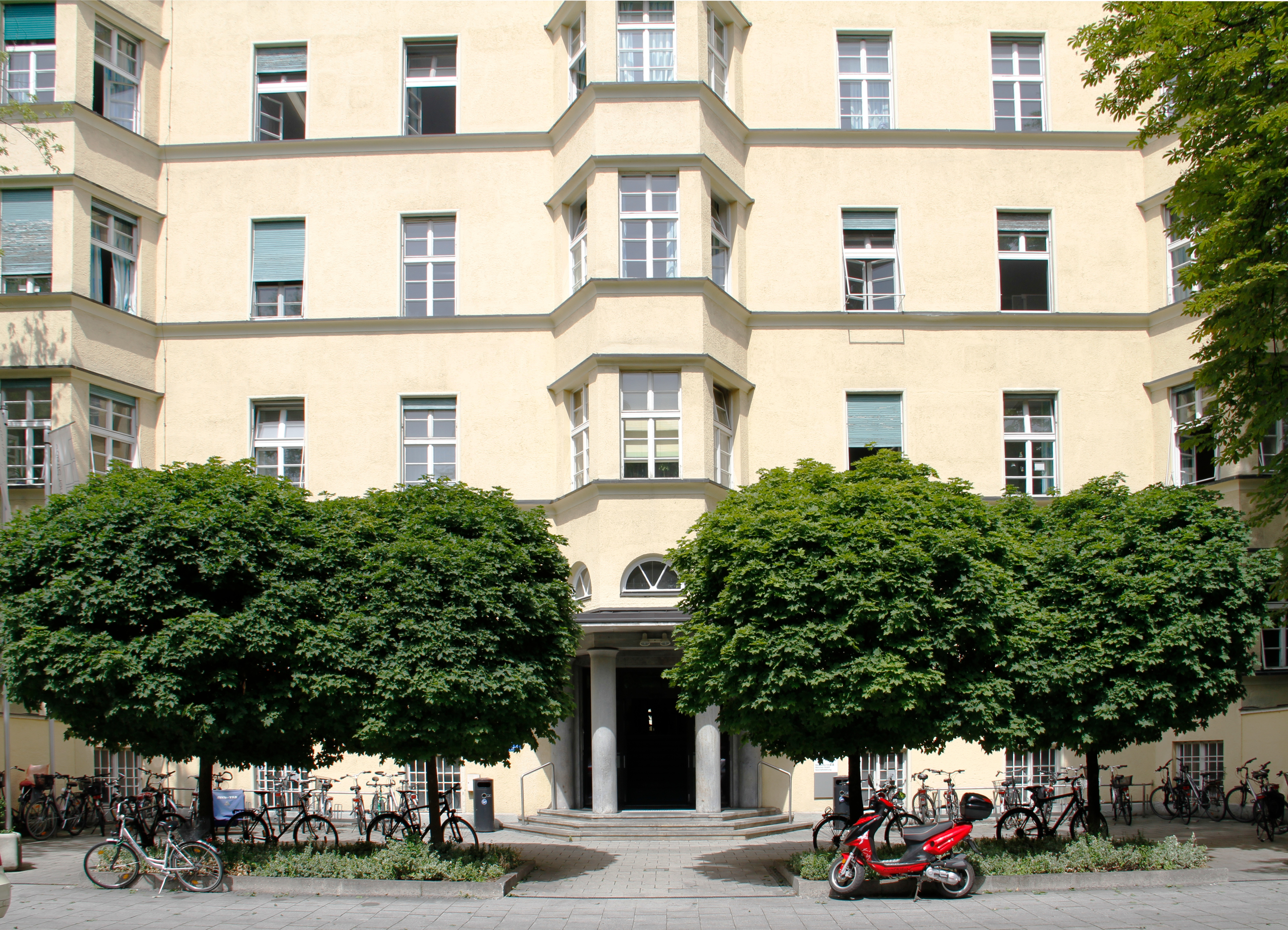
Eingangsfassade mit Risaliten

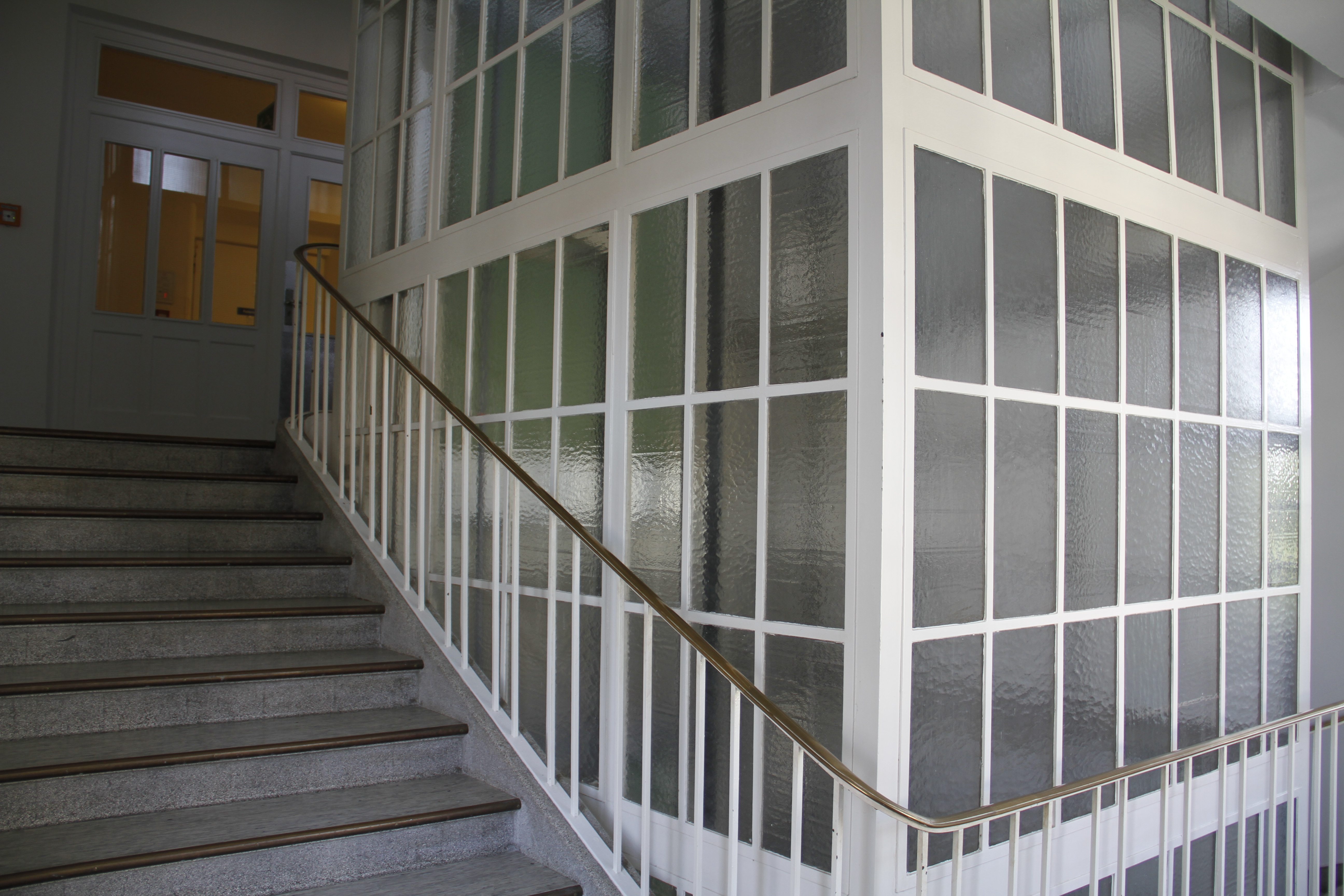
Treppenhaus im Originalzustand mit gläsernem Aufzugsschacht mit Sprossengitter

Im Jahr 2015 wurden 6.684 vollstationäre, 11.755 teilstationäre sowie 700 ambulante Patienten behandelt. Nach eigener Aussage (2020) ist es die größte Hautklinik Europas.
Bis 1993 wurde das Klinikum als Regiebetrieb der Landeshauptstadt München geführt. Dann wurde es in einen Eigenbetrieb umgewandelt und ging 2005 im Städtischen Klinikum München auf. Mit der Umstellung des städtischen Klinikverbunds auf ein neues Erscheinungsbild am 16. Oktober 2018 änderte sich auch der Name des Klinikums Thalkirchner Straße in München Klinik Thalkirchner Straße.

## Forschung
Als Universitätsklinikum ist die Klinik Thalkirchner Straße in Forschungsprojekte der Medizinischen Fakultät der LMU eingebunden. 2007 liefen Programme zur 
- Untersuchung der Immunmechanismen bei der Entstehung der Psoriasis
- Erreger-Wirts-Beziehung bei lokalisierten Kandidosen
- Entwicklung von neuartigen Arzneistoffen und Arzneistoffträgersystemen für Erreger-bedingte und nicht Erreger-bedingte entzündliche Hautkrankheiten
- Bedeutung unterschiedlicher UV-Wellenlängenbereiche für die Entstehung von malignen Melanomen und anderen Hauttumoren
- Allergologische und immunologische Aspekte von Unverträglichkeitsreaktionen auf Biomaterialien
- Analyse molekularer Marker bei Patienten mit malignen Melanomen
- Effekte von Phototherapie und Photochemotherapie auf den Zellteilungszyklus
- Melanozytentransformation in Hautrekonstrukten

## Abteilungen
- Allergologie
- Dermatologie mit Tagesklinik
- Mykologie
- Onkologie
- Phlebologie
- Umweltmedizin
- Venerologie

## Zertifizierungen
Die Klinik ist zertifiziert nach KTQ (Kooperation für Transparenz und Qualität im Gesundheitswesen), Ökoprofit und EMAS.

## Bekannte Klinikdirektoren
(sortiert nach Abfolge) 
- Leo von Zumbusch
- Alfred Marchionini
- Otto Braun-Falco
- Gerd Plewig
- Thomas Ruzicka
- Lars French (aktuell, für die Klinik I)
- Wilhelm Stolz (aktuell, für die Klinik II)